# المحرم (المخادر)

تعديل مصدري - تعديل

المحرم هي إحدى قرى عزلة المحرم بمديرية المخادر التابعة لمحافظة إب، بلغ تعداد سكانها 147 نسمة حسب تعداد اليمن لعام 2004.